# جی. پی. کالدرون
جان پل جی پی کالدرون (به انگلیسی: John Paul "J. P." Calderon) معروف به جی. پی. کالدرون، (متولد ۵ سپتامبر ۱۹۷۵ در سنتا مونیکا، کالیفرنیا، آمریکا) بازیکن والیبال، مدل و ستاره تلویزیون واقع‌نما است.